# ロディの戦い
ロディの戦い または ローディの戦い (フランス語: Bataille du pont de Lodi) は、1796年5月10日、北イタリアのロディ（ローディ）において、ナポレオン将軍指揮のフランス軍とヨハン・ボーリュー元帥指揮のオーストリア（神聖ローマ帝国）軍の後衛との間で行われた戦い。オーストリア軍後衛は敗れたが、主力が退却する時間はあった。

## 背景
ナポレオンはイタリア戦役の初めにピエモンテ＝サルデーニャ王国の軍隊を破ると、次にその同盟国であるオーストリア軍に矛先を向けた。戦役中最も見事な機動のひとつとして、ナポレオンはポー川の南岸に沿って迅速な行軍を行い、オーストリア軍がミラノに退却する進路を遮断すべく、ピアチェンツァ付近で対岸に橋を懸けた。オーストリア軍は危険に気づくとただちに退却したが、そのほとんどはロディを経由していた。彼らにロディを防衛するという意図はいささかも無かったと思われるが、フランス軍が退却するオーストリア軍の後衛を町の近くで捕捉したため、にわかにその必要が生じた。

## 戦闘
フランス前衛部隊は5月10日午前9時頃にオーストリア軍の後衛を捕捉し、交戦の後、ロディの方向に追撃した。町の守りは堅くなく、フランス軍は町に入るとそのまま橋に向かって進んだ。その橋は対岸の数個歩兵大隊と14門ほどの砲で守られていた。ロディを掌握するオーストリア軍のゼボッテンドルフ将軍は他にも指揮下にナポリ王国の騎兵4個隊を持っていたため、配下の兵力は合わせて6,577名にもなったが、彼らのほとんどはそれまでの強行軍によって完全に疲れ切っていた。ゼボッテンドルフは日中に退却することは賢明でないと考え、夕暮れまでフランス軍の渡河を防ぐ策を取った。
このときのことを、1人の目撃者（ヴィゴ＝ルシヨンという擲弾兵）が、オーストリア軍は兵を送って橋を破壊しようとしたが、フランス軍は橋に沿って砲撃できるように砲を配置してそれを阻止した、と述べている。橋は木製で燃やすことが可能だったので、フランス軍の通行を阻止することは簡単なはずだった。橋の長さはおよそ 180 m で、数 m ごとに橋脚が川底に立てられ、通行のために横材が置かれた、極めて簡素な構造であった。
フランス前衛部隊は橋を渡るには兵力が不十分だったため、後続部隊を待って数時間が経過した。午後になってフランス砲兵が到着し、布陣して対岸に激しい砲撃を開始した。このとき、ナポレオンが自ら直に何門かの砲の照準を指示したという説があり、そのため部下たちがナポレオンのことを「小伍長」 (le petit caporal, ル・プティ・カポラル) と呼んだと言われている。しかしそれはありそうもなく、またそうであるとしてもそれを裏付ける証拠は見つかっていない。
結局、午後6時頃になりフランス軍は攻撃態勢を整え、騎兵を上流で渡河させるために派出し、また城壁内に騎銃兵（精鋭の軽歩兵）第2大隊の縦隊を編成した。騎銃兵は城門を出ると橋に殺到した。前出のヴィゴ＝ルシヨンは、部隊が途中まで渡ったところで敵の砲兵が一斉射撃を行い、おびただしい死傷者を出したため、縦隊が動揺し、停止したと述べている。しかし、何人もの上級士官が列の先頭に飛び出し、再び兵を率いて突撃を開始した（専門家の中にはこのときフランス軍が一旦退却して、再び攻撃したと考える者もいる。しかし、重要なオーストリアの情報源は、これが1回の攻撃であったことを裏付けている。）。フランス軍の一部は橋脚から川に降り、川の中から射撃を行った。オーストリア軍は何時間もの間食事を摂らずに行軍し、戦って、疲労しきっており、またおそらくフランス軍の砲撃によって混乱させられていて、さらにはフランス騎兵隊に奇襲されることを恐れていたと考えられる。騎銃兵が突進してきたとき、彼らの士気は崩れ去り、雪崩を打って敗走した。勇敢に戦い、フランス軍に急速な追撃を思いとどまらせた部隊もいくらかはあったが、大半は暗闇を最大限に利用してクレーマの方角へ脱出した。
オーストリアの損失は、死傷・行方不明合わせて士官21人、兵2,015人、馬235頭に及んだ。加えてキャノン砲12門、榴弾砲2門に弾薬車30両を失った。フランス側の損失は精度を問わず明らかでないが、およそ500程度と思われる。スミスは、フランス側の損害を900とし、またチャンドラーは2,000人をリストアップしている。
ナポレオンはさらにロンバルディアに向けて兵を進めたが、オーストリア軍はマントヴァの堅固な要塞で防衛態勢を整えた。

## 後日談
オーストリア軍が逃走に成功したため、ロディの戦いは決定的な勝利とはならなかった。しかし、この勝利はナポレオン神話の中核となり、ナポレオン自身にとっても、自分が他の将軍より優れていること、そしてなにか大きなことを成し遂げるよう運命づけられているということを、自ら納得することにつながった。フランス軍がこの戦いの後、ナポレオンを「小伍長」と呼び始めたという逸話の源は検証される必要がある。そのこと自体が神話であるかも知れないのである。